# S'està lliurant una batalla encara que no ho sàpigues

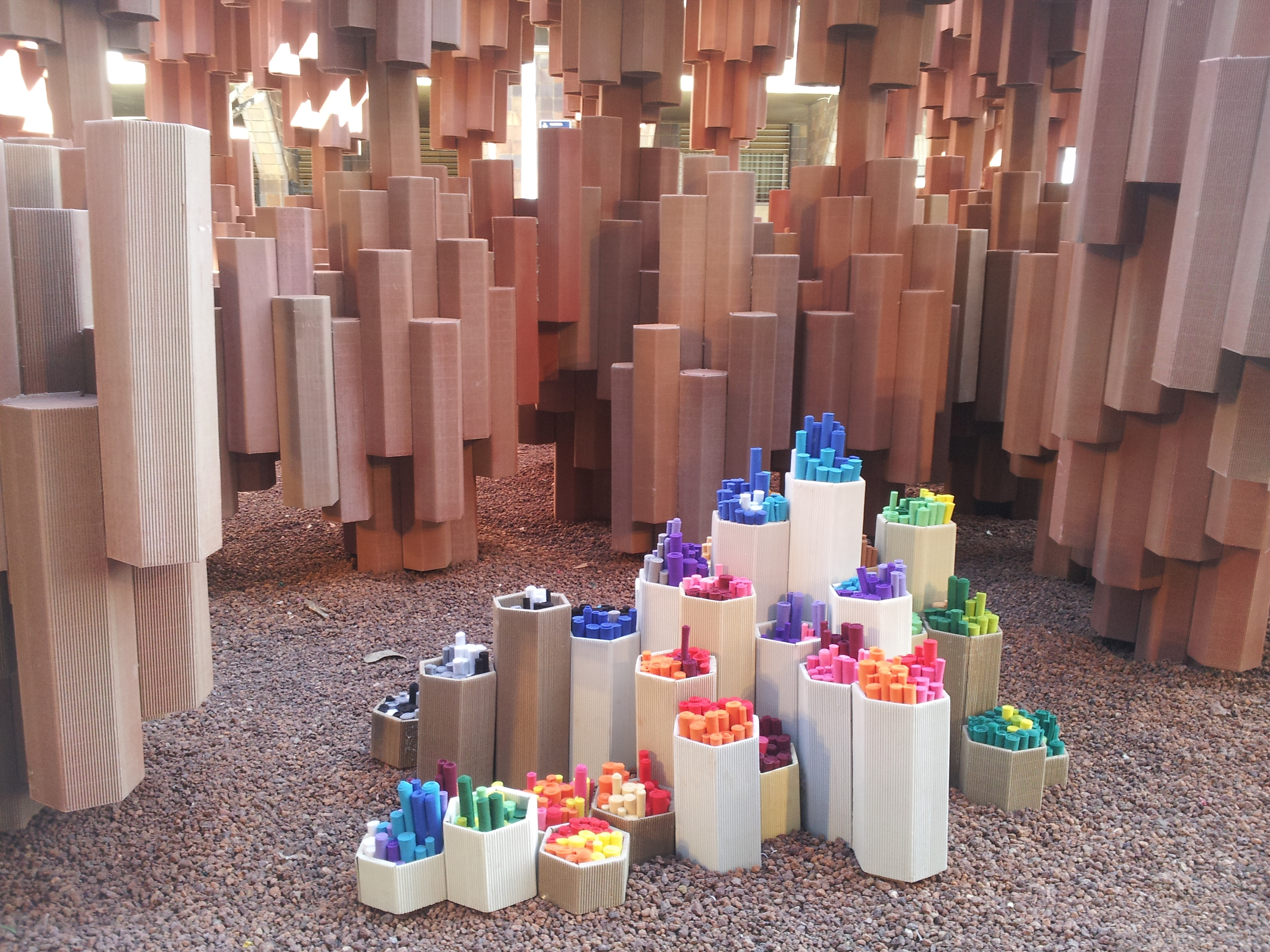
Els tubs marrons representen la falla gran, i els de colorins la infantil.

S'està lliurant una batalla encara que no ho sàpigues va ser la falla plantada per Castielfabib-Marqués de Sant Joan en 2013. Formada per tubs de cartó, va ser obra de Miguel Arraiz i David Moreno.

## Explicació de la falla

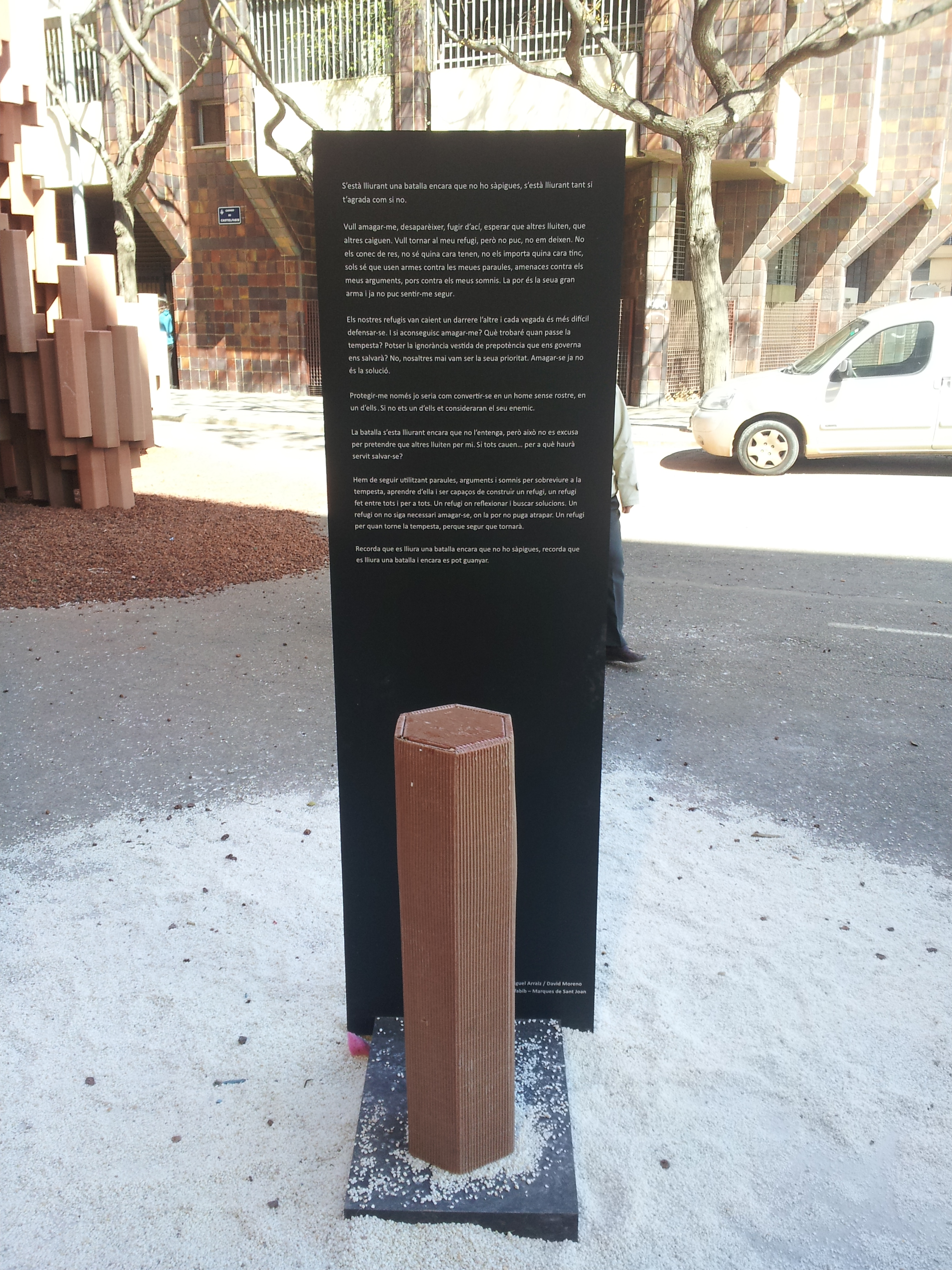
Explicació de la falla, junt a un dels elements utilitzats per a fer el "bosc".

La falla va innovar ja des del moment de presentar el projecte, ja que va ser presentada no com un esbós tradicional, sinó com una representació gràfica realitzada per Marcelo Fuentes. Durant el procés de creació la falla va anar evolucionant conforme van anant apareixent dificultats tècniques que feren que el projecte s'adaptara, sent la idea original l'únic element que estava clar de bestreta.
La falla, que representava una espècie de bosc o búnquer, va plantar diferents nòduls de cartó disposats en la línia de l'arquitectura escultòrica, creant un espai transitable dins d'un volum creat a l'estil de l'arquitectura contemporània. A banda de l'aspecte arquitectònic, en l'espai comunicatiu es va apostar per fer-la entenible malgrat apostar per un cadafal de caràcter abstracte. En este cas, es va apostar per un sol cartell on apareixia un text prosificat, el de la idea original.
Per la seua aposta per combinar l'arquitectura amb el món faller, el projecte va rebre una important cobertura a nivell internacional, tot i passar relativament desapercebuda a València, apareixent en diferents publicacions dedicades a l'arquitectura i el disseny.

## Multimèdia
- Vídeo de la construcció de la falla